# Тутолмин, Алексей Григорьевич
Алексей Григорьевич Тутолмин (1896 — 1975) — советский врач, педагог, исследователь, общественный деятель.

## Биография
Родился 19 апреля 1896 в городе Тобольске в семье священнослужителя Григория Серафимовича Тутолмина, преподавателя Тобольской семинарии, и его супруги Анны Фёдоровны. Отец принадлежал к древнему служилому роду Тутолминых, писал, публиковал свои статьи в «Епархиальных ведомостях».
Окончил медицинский факультет Томского университета (1923).
Основное поприще врачебной деятельности А. Г. Тутолмина пришлось на Тобольск: в 1923—1925 годах он служил ординатором больницы и лаборантом, в 1925—1927 лечебным инспектором отдела здравоохранения, в 1927—1930 годах врачом противотуберкулезного диспансера, в 1930—1938 годах ординатором городской больницы, заведующим поликлиникой и больницей водников. В 1938—1947 годах стал главным врачом центральной поликлиники, консультировал в межрайонной больнице, позднее назначен главным врачом объединённой больницы.

## Научная, педагогическая и общественная деятельность
Постоянно повышал квалификацию: прошел курсы Ленинградского института усовершенствования врачей (специализировался как фтизиатор), в дальнейшем проходил переподготовку в институтах повышения квалификации в Москве и Казани, дополнительно освоил специализации физиотерапевта и невропатолога. Успешно внедрял применял новейшие методы профилактики и лечения соматических, онкологических и нервных заболеваний.
Преподавал в фельдшерско-акушерской школе (1948—1954 годы), в медицинском училище (1954—1960 годы). Врач высшей квалификации, организатор здравоохранения и руководитель различных лечебных учреждений Тобольска, наставник молодых врачей и учащейся молодежи.
Автор научных трудов по диагностике и лечению описторхоза, паразитарного заболевания, которое было чрезвычайно распространено в Сибири из-за отсутствия тепловой обработки рыбы, поражало печень и при этом почти не диагностировалось в начале XX века. Писал статьи по истории здравоохранения Тобольска и Тобольского округа.

## Награды и признание
Награждён орденами «Знак Почета», «Трудового Красного Знамени», медалью «За доблестный труд в Великой Отечественной войне 1941—1945 гг.» и другими.
Избирался членом Тобольского окружного и городского Советов депутатов трудящихся. Решением исполкома Тобольского городского Совета народных депутатов от 16 мая 1966 года Алексею Григорьевичу присвоено звание «Почетный гражданин города Тобольска», удостоен звания "Заслуженный врач РСФСР".